# Reproduction
Reproduction är debutalbumet av det engelska synthpop-bandet The Human League.  Albumet släpptes i oktober 1979 på Virgin Records Ltd..
Reproduction innehåller 9 låtar som är elektronisk musik/synthpop och spelades in under sex veckor i Human Leagues egen studio i Sheffield. 
Human Leagues debutsingel "Being Boiled", finns inte med på albumet utan var med som en bonuslåt på den remastrade versionen från 2003 (som Being Boiled (Fast Version)). Däremot är singelns B-sida, "Circus of Death", med på albumet.
Den enda singeln som släpptes från albumet var "Empire State Human" sent 1979. Den nådde plats 62 på Storbritanniens singellista, men det var inte tillräckligt för att gruppen skulle slå för en bredare allmänhet även om låten var trevlig och dansant.
På albumet finns också Human Leagues coverversion av "You've Lost That Loving Feeling", en hitlåt från 1965 med The Righteous Brothers.
Albumet komponerades och spelades in av Human League (Oakey/Ware/Marsh) och Bob Last för Virgin Records Ltd. 1979. Det producerades av Human League och Colin Thurston.

## Låtlista
1. "Almost Medieval"
2. "Circus of Death"
3. "The Path of Least Resistance"
4. "Blind Youth"
5. "The Word Before Last"
6. "Empire State Human"
7. "Morale...You've Lost That Loving Feeling"
8. "Austerity/Girl One (Medley)"
9. "Zero As A Limit"

Följande låtar fanns med på den remastrade och återutgivna CD-versionen 2003:
1. Introducing
2. The Dignity of Labour, Part 1
3. The Dignity of Labour, Part 2
4. The Dignity of Labour, Part 3
5. The Dignity of Labour, Part 4
6. Flexidisc
7. Being Boiled (Fast Version)
8. The Circus of Death (Fast Version)

Flexidisc, som från början fanns med på en gratis Flexidisc som man fick med deras EP från 1979, The Dignity of Labour, den består av en inspelad dialog mellan bandmedlemmarna och deras producent, Bob Last, om deras planer på att inkludera en Flexidisc med deras EP och vad de ska ha på den.